# Golden Trail World Series 2022
Navigation
2021 2023
La Golden Trail World Series 2022 est la cinquième édition des Golden Trail World Series, compétition internationale de trail et skyrunning organisée par Salomon.

## Règlement
Les courses régulières adoptent le barème des points de l'épreuve finale de 2021. La finale se court dans le cadre d'un trail par étapes dont chaque étape offre 100 points au vainqueur, à l'exception d'une étape courue en contre-la-montre qui n'offre que 50 points au vainqueur. Les athlètes terminant dans le top 30 du classement général après les six courses régulières peuvent participer à la finale dans la catégorie « Élite ». Le calcul est identique dans les catégories féminines et masculines. Le classement final prend en compte les trois meilleurs résultats des courses régulières plus les points de la finale.
| Classement                                           | 1er | 2e  | 3e  | 4e  | 5e  | 6e   | 7e  | 8e   | 9e  | 10e  | 11e | 12e  | 13e | 14e  | 15e | 16e  | 17e | 18e  | 19e | 20e  | 21e | 22e | 23e | 24e | 25e | 26e | 27e | 28e | 29e | 30e |
| ---------------------------------------------------- | --- | --- | --- | --- | --- | ---- | --- | ---- | --- | ---- | --- | ---- | --- | ---- | --- | ---- | --- | ---- | --- | ---- | --- | --- | --- | --- | --- | --- | --- | --- | --- | --- |
| Points pour les courses régulières                   | 200 | 176 | 156 | 144 | 136 | 130  | 124 | 118  | 112 | 106  | 100 | 94   | 88  | 82   | 76  | 70   | 64  | 58   | 52  | 46   | 40  | 36  | 32  | 28  | 24  | 20  | 16  | 12  | 8   | 4   |
| Points pour les étapes de la finale                  | 100 | 88  | 78  | 72  | 68  | 65   | 62  | 59   | 56  | 53   | 50  | 47   | 44  | 41   | 38  | 35   | 32  | 29   | 26  | 23   | 20  | 18  | 16  | 14  | 12  | 10  | 8   | 6   | 4   | 2   |
| Points pour l'étape de contre-la-montre de la finale | 50  | 44  | 39  | 36  | 34  | 32.5 | 31  | 29.5 | 28  | 26.5 | 25  | 23.5 | 22  | 20.5 | 19  | 17.5 | 16  | 14.5 | 13  | 11.5 | 10  | 9   | 8   | 7   | 6   | 5   | 4   | 3   | 2   | 1   |

## Programme
Les grands classiques Zegama-Aizkorri, le marathon du Mont-Blanc et Sierre-Zinal sont reconduits pour 2022. Pikes Peak est toujours présent mais cette fois avec l'épreuve de l'ascension. La DoloMyths Run et la Ring of Steall SkyRace disparaissent du calendrier au profit de deux nouvelles épreuves, le Stranda Fjord Trail Race en Norvège et la Flagstaff Sky Peaks aux États-Unis. Cette dernière a lieu une semaine après Pikes Peak afin de permettre aux athlètes faisant le déplacement d'enchaîner les épreuves, tout en offrant plus d'opportunités aux coureurs nords-américains de prendre part à la série. La finale a lieu à Madère dans le cadre d'une épreuve unique, un trail par étapes similaire au Golden Trail Championship 2020.
La série est prévue pour se dérouler avec un minimum de quatre épreuves. En cas d'annulation de plus de trois courses, les organisateurs remplaceront la série par un championnat similaire à celui de 2020.
| Nom de la course         | Distance | Dénivelé            | Pays       | Date               |
| ------------------------ | -------- | ------------------- | ---------- | ------------------ |
| Zegama-Aizkorri          | 42,2 km  | +/-2 736 m          | Espagne    | 29 mai 2022        |
| Marathon du Mont-Blanc   | 42 km    | +/-2 540 m          | France     | 26 juin 2022       |
| Stranda Fjord Trail Race | 25 km    | +/-1 700 m          | Norvège    | 6 août 2022        |
| Sierre-Zinal             | 31 km    | +2 200 m / -1 100 m | Suisse     | 13 août 2022       |
| Ascension de Pikes Peak  | 21,4 km  | +2 382 m            | États-Unis | 17 septembre 2022  |
| Flagstaff Sky Peaks      | 26 km    | +/-1 350 m          | États-Unis | 25 septembre 2022  |
| Madeira Ocean Trails     | 109 km   | +/-7 832 m          | Portugal   | 26-30 octobre 2022 |

## Résultats

### Hommes
Grand favori de Zegama-Aizkorri, l'Espagnol Kílian Jornet prend les commandes de la course suivi de près par l'Italien Davide Magnini. Le Suisse Rémi Bonnet et le Maroccain Elhousine Elazzaoui se détachent derrière eux pour la troisième place jusqu'à ce le Suisse lâche du terrain. Courant dans les talons de Kílian Jornet, Davide Magnini finit par lâcher prise dans la dernière descente et se contente de la deuxième place. Kílian Jornet remporte avec brio sa dixième victoire de l'épreuve en 3 h 36 min 40 s, signant un nouveau record du parcours. Ayant pris un départ prudent, l'Espagnol Manuel Merillas effectue une excellente remontée pour terminer sur la troisième marche du podium.
Le marathon du Mont-Blanc voit l'arrivée dans la série du Britannique Jonathan Albon, annoncé comme l'un des favoris. Il assume son rôle et court aux avant-postes, mené entre autres par le Kényan Robert Pkemoi, l'Érythréen Petro Mamu et le Mexicain  Juan Carlos Carera. Alors que ces derniers craquent à mi-parcours, le Britannique reprend les commandes et impose son rythme pour filer vers la victoire. L'Italien Davide Magnini effectue une grosse remontée en fin de course, emmenant le Japonais Ruy Ueda dans son sillage. Les deux hommes parviennent à doubler leurs adversaires, dont Elhousine Elazzaoui, pour terminer sur les deuxièmes et troisièmes marches du podium.
Engagé de dernière minute sur sa course à domicile, la Stranda Fjord Trail Race, le Britannique Jonathan Albon, installé en Norvège, prend rapidement les commandes de la course et s'installe confortablement en tête pour filer vers la victoire. Derrière lui, les deux autres places du podium font l'objet d'une lutte acharnée entre Davide Magnini, Frédéric Tranchand et Bartłomiej Przedwojewski. Le trio est bouleversé par la remontée fulgurante de l'Espagnol Manuel Merillas en fin de course qui s'offre la deuxième place. Le Polonais Bartłomiej Przedwojewski parvient à faire la différence pour s'emparer de la troisième marche du podium.

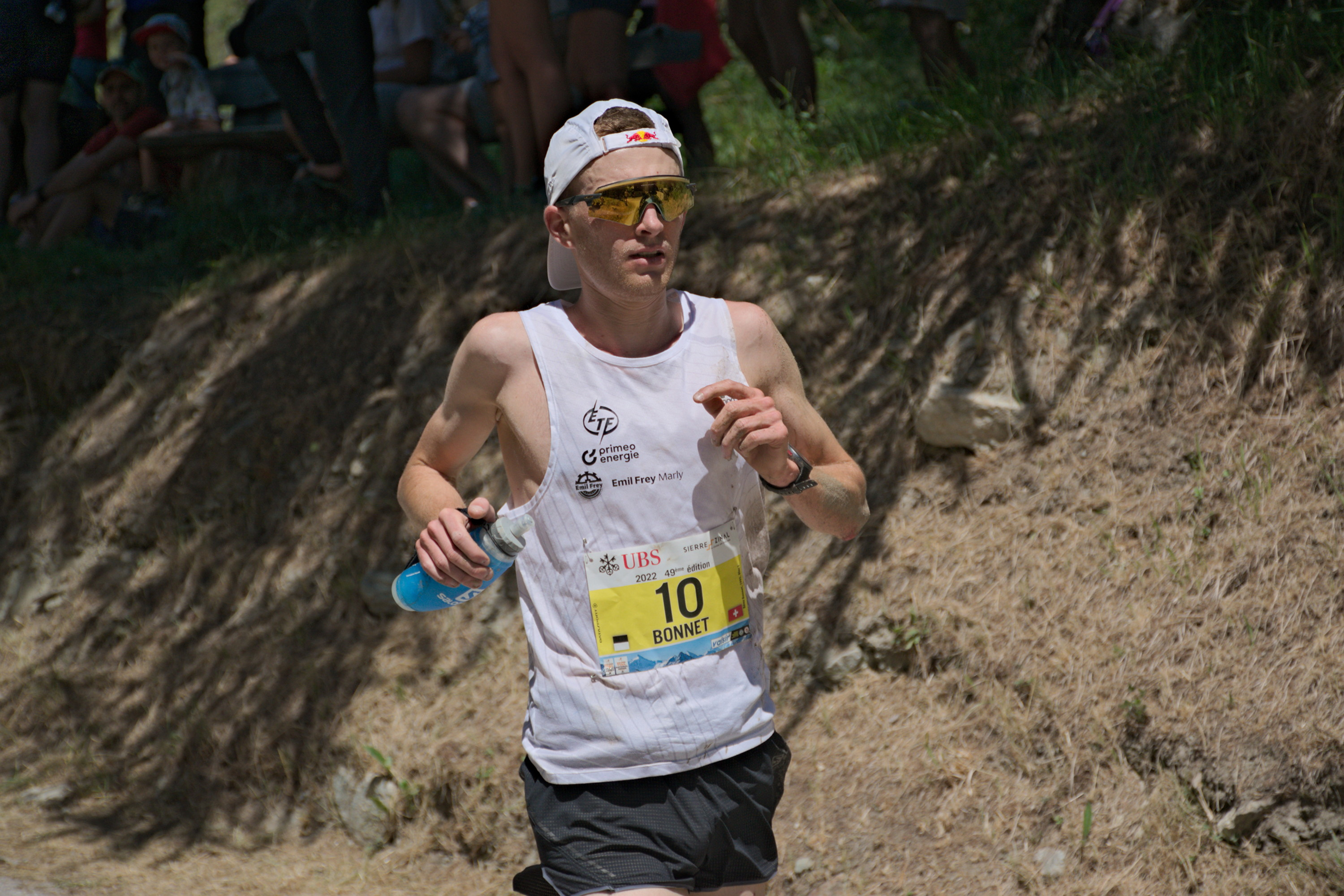
Rémi Bonnet à Sierre-Zinal.

Annoncé comme grand favori pour remporter sa dixième victoire à Sierre-Zinal, l'Espagnol Kílian Jornet voit cependant un groupe de Kényans formé par Mark Kangogo, Patrick Kipngeno et Philemon Kiriago prendre les commandes de la course. Tandis que Philemon Kiriago finit par lever le pied, Mark Kangogo file en tête, suivi par Patrick Kipngeno et Kílian Jornet qui ne peut suivre qu'à distance. Mark Kangogo dicte son rythme jusqu'à l'arrivée pour s'offrir la victoire. Patrick Kipngeno qui n'avait jamais couru une distance aussi longue se voit doubler dans la descente finale par l'Espagnol Andreu Blanes, auteur d'une impressionnante remontée. Kílian Jornet se fait voler la quatrième place par l'Érythréen Petro Mamu dans le sprint final. Début octobre, le Kényan Mark Kangogo est suspendu pour dopage. Il est déchu de sa victoire à Sierre-Zinal qui revient à l'Espagnol Andreu Blanes. Le classement général est revu en conséquence.
Annoncé comme l'un des favoris sur l'ascension de Pikes Peak, le Suisse Rémi Bonnet s'empare des commandes de la course, suivi de près par le favori local Joseph Gray. Mais ce dernier ne parvient pas à suivre le rythme du Suisse qui file vers la victoire puis se fait doubler par l'Espagnol Daniel Osanz en fin de course. Troisième à l'arrivée, Joseph Gray est cependant exclu du classement de la Golden Trail World Series pour ne pas s'être soumis aux tests du programme de santé. La troisième place revient à Eli Hemming, quatrième de la course.
Revenu sur la plus haute marche du podium à Pikes Peak, le Suisse Rémi Bonnet poursuit sur sa lancée lors de la Flagstaff Sky Peaks. Prenant un bon départ, il dicte le rythme sur la montée et creuse l'écart en tête pour le conserver dans la descente. Il file ensuite vers sa deuxième victoire d'affilée. Tout comme le Suisse, l'Américain Eli Hemming se sent pousser des ailes après son podium à Pikes Peak et effectue une solide course pour terminer deuxième. Le Canadien Sam Hendry complète le podium.
Rémi Bonnet domine la première étape de la finale à Madère de bout en bout pour conforter sa première place du classement. Seul Elhousine Elazzaoui parvient à la suivre sans pouvoir le dépasser. Derrière eux, Petro Mamu parvient à tirer son épingle du jeu dans des conditions difficiles pour décrocher la troisième marche du podium. Arrivé cinquième, Manuel Merillas est disqualifié pour avoir abandonné ses bâtons en cours de route.
Rémi Bonnet poursuit sur sa lancée et domine la deuxième étape de la finale. Il est suivi dans un premier temps par Elhousine Elazzaoui et Petro Mamu. Elhousine Elazzaoui finit par craquer et termine péniblement à une lointaine 50e place. Petro Mamu lève le pied en fin de course, ce qui permet au Britannique Thomas Roach, auteur d'une grosse remontée, de prendre la deuxième place devant Bartłomiej Przedwojewski.
Décidé à effacer sa contre-performance de la veille, Elhousine Elazzaoui ne ménage pas ses efforts dans l'étape de contre-la-montre et s'impose devant Rémi Bonnet. Petro Mamu fait étalage de son talent sur cette épreuve plus courte pour terminer troisième.
Prenant un départ prudent dans la quatrième étape, Rémi Bonnet voit ses adversaires tenter de le distancer. Rapidement, il parvient à revenir aux avants-postes puis s'empare de la tête de course. Creusant l'écart en tête, il s'impose et s'assure mathématiquement du titre. Derrière lui, Elhousine Elazzaoui s'accroche pour terminer deuxième. Ruy Ueda effectue une impressionnante remontée en fin de course pour compléter le podium du jour.
Déjà assuré du titre, Rémi Bonnet termine la finale en force et s'impose dans la dernière étape qu'il domine de bout en bout. Derrière lui, Elhousine Elazzaoui s'accroche pour terminer deuxième. Petro Mamu complète le podium de la dernière étape. Grâce à son excellente finale, Elhousine Elazzaoui se hisse à la deuxième place du classement général. Le Français Thibaut Baronian se classe troisième au terme d'une solide saison et malgré aucun podium.
- Étape contre-la-montre (50 points au vainqueur)
- Étape de la finale (100 points au vainqueur)
- Course régulière (200 points au vainqueur)

| Course                               | Vainqueur           | Deuxième            | Troisième                |
| ------------------------------------ | ------------------- | ------------------- | ------------------------ |
| Zegama-Aizkorri                      | Kílian Jornet       | Davide Magnini      | Manuel Merillas          |
| Marathon du Mont-Blanc               | Jonathan Albon      | Davide Magnini      | Ruy Ueda                 |
| Stranda Fjord Trail Race             | Jonathan Albon      | Manuel Merillas     | Bartłomiej Przedwojewski |
| Sierre-Zinal                         | Andreu Blanes       | Patrick Kipngeno    | Petro Mamu               |
| Ascension de Pikes Peak              | Rémi Bonnet         | Daniel Osanz        | Eli Hemming              |
| Flagstaff Sky Peaks                  | Rémi Bonnet         | Eli Hemming         | Sam Hendry               |
| Madeira Ocean Trails - Étape 1       | Rémi Bonnet         | Elhousine Elazzaoui | Petro Mamu               |
| Madeira Ocean Trails - Étape 2       | Rémi Bonnet         | Thomas Roach        | Bartłomiej Przedwojewski |
| Madeira Ocean Trails - Étape 3 (CLM) | Elhousine Elazzaoui | Rémi Bonnet         | Petro Mamu               |
| Madeira Ocean Trails - Étape 4       | Rémi Bonnet         | Elhousine Elazzaoui | Ruy Ueda                 |
| Madeira Ocean Trails - Étape 5       | Rémi Bonnet         | Elhousine Elazzaoui | Petro Mamu               |

### Femmes
Le duel annoncé entre la Suissesse Maude Mathys et la Néerlandaise Nienke Brinkman à Zegama-Aizkorri n'a pas lieu, Nienke Brinkman s'installant rapidement aux commandes de la course et creusant un écart sur sa rivale. Derrière la Suissesse, la coureuse locale Sara Alonso s'installe en troisième place mais doit se défendre face à l'Italienne Fabiola Conti. Nienke Brinkman domine la course de bout en bout en s'impose en 4 h 16 min 43 s, signant un nouveau record féminin du parcours pour sa première participation. Maude Mathys termine deuxième juste devant Sara Alonso qui parvient à se défaire de Fabiola Conti.
En l'absence de Nienke Brinkman et Maude Mathys au marathon du Mont-Blanc, les favorites désignées sont Sara Alonso et Anaïs Sabrié. Les deux femmes mènent la première partie de course mais l'Espagnole parvient à se détacher en tête pour mener seule la seconde partie de course. La Française doit alors se défendre face à la Néo-Zélandaise Caitlin Fielder et à l'Américaine Dani Moreno mais perd sa place et échoue au pied du podium pour 18 secondes.
La fondeuse américaine Sophia Laukli crée la surprise pour sa première participation en Golden Trail World Series à la Stranda Fjord Trail Race. Prenant d'emblée les commandes de la course, elle survole les débats pour s'offrir la victoire. La Suédoise Emelie Forsberg, revenue à la compétition après sa deuxième grossesse, effectue une solide course mais est surprise par la Française Élise Poncet qui effectue une dernière descente très rapide pour s'emparer de la deuxième place. Emelie Forsberg assure sa place sur la troisième marche du podium.

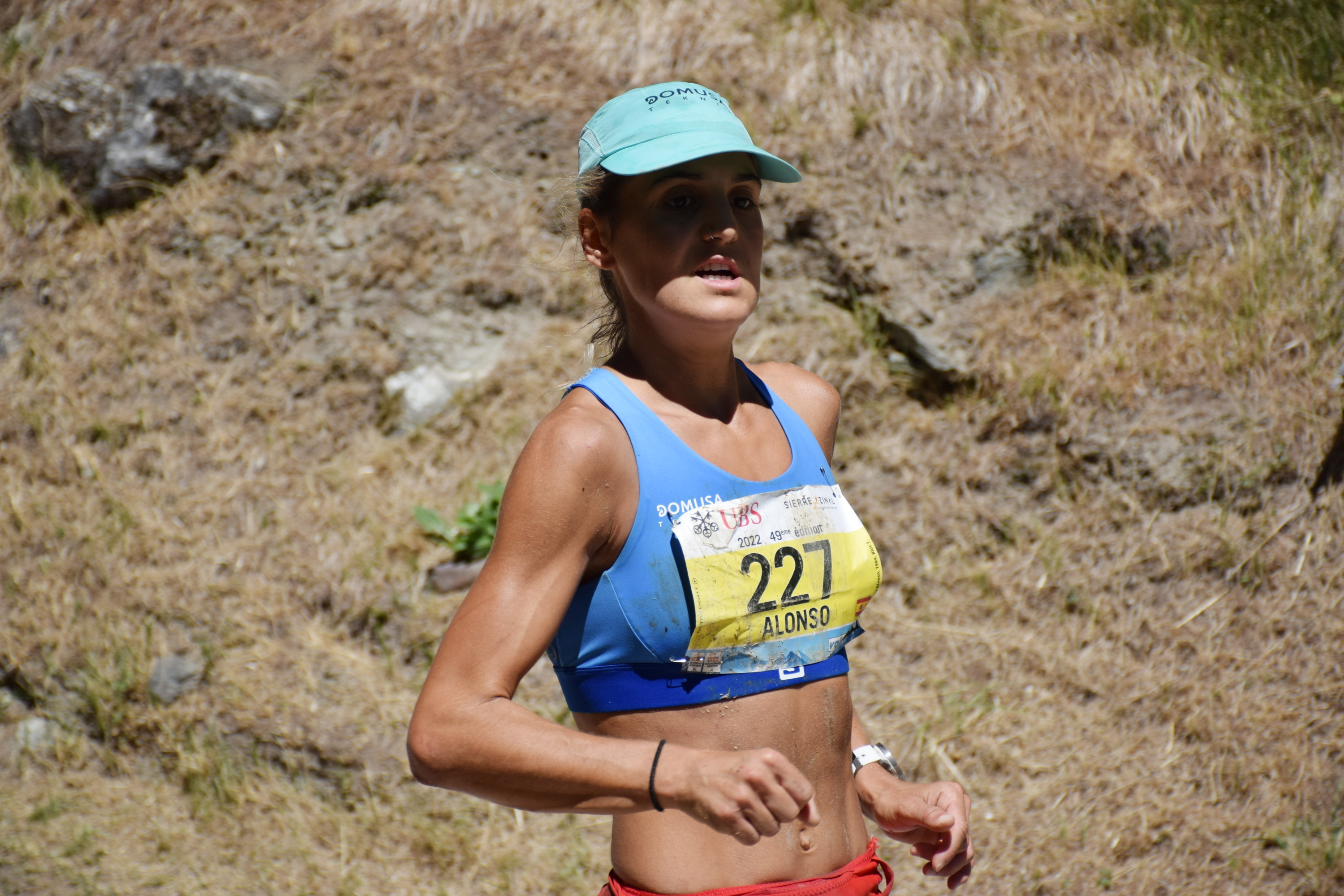
Sara Alonso à Sierre-Zinal.

En lice pour sa quatrième victoire à Sierre-Zinal, la Suissesse Maude Mathys voit la Kényane Esther Chesang la devancer dans la première montée. Cette dernière s'installe confortablement en tête sur un rythme élevé. Une autre Kényane, Philaries Kisang victorieuse à Thyon-Dixence la semaine précédente, suit de près Maude Mathys dans la première partie de course. La Suissesse fait ensuite parler son expérience pour rattraper son retard sur Esther Chesang en seconde partie de course mais échoue finalement pour trente secondes et doit se contenter de la deuxième place. Philaries Kisang complète le podium.
De retour en Golden Trail World Series après sa médaille de bronze sur le marathon des championnats d'Europe d'athlétisme, la Néerlandaise Nienke Brinkman s'élance comme l'une des favorites sur l'ascension de Pikes Peak. Prenant les commandes de la course, elle doit cependant se défaire de l'Américaine Sophia Laukli dans un premier temps puis voit revenir sur elle la Suissesse Maude Mathys en fin de course. Nienke Brinkman parvient à s'imposer et Maude Mathys s'offre la deuxième place après avoir doublé Sophia Laukli.
Également annoncée comme grande favorite sur la Flagstaff Sky Peaks, la Néerlandaise Nienke Brinkman prend un départ rapide et creuse l'écart en tête dans la montée mais se voit rattraper dans la descente par les Américaines Sophia Laukli et Allie McLaughlin. La Néerlandaise ne se laisse pas impressionner et effectue une excellente fin de course pour décrocher sa troisième victoire de la saison. Sophia Laukli et Allie McLaughlin complètent le podium.
Ayant subi des retards de vols et atteri le matin même de la course sans ses valises, Allie McLaughlin crée la surprise lors de la première étape de la finale à Madère en parvenant à mener la course devant la favorite Nienke Brinkman. Malgré une chute dans une flaque de boue, l'Américaine parvient à conserver la tête et s'impose devant la Néerlandaise. Élise Poncet effectue une solide course pour terminer sur la troisième marche du podium.
Ayant décidé de ne pas prendre le départ de la deuxième étape pour se reposer, Allie McLaughlin laisse le champ libre à Nienke Brinkman qui survole littéralement les débats. Elle s'impose avec près de quatre minutes d'avance sur ses rivales. L'Américaine Bailey Kowalczyk et la Française Julie Roux effectuent une solide course pour compléter le podium du jour.
Pas inquiétée par ses rivales, Nienke Brinkman domine l'épreuve de contre-la-montre qu'elle remporte avec près d'une minute d'avance sur sa plus proche poursuivante. Parties ensemble, Allie McLaughlin et Sophia Laukli jouent des coudes mais c'est finalement Allie McLaughlin qui parvient à tirer son épingle du jeu pour terminer deuxième derrière Nienke Brinkman. Sophia Laulki complète le podium de l'étape.
Nienke Brinkman s'empare des commandes de la quatrième étape mais se voit talonner par Sophia Laukli. L'Américaine parvient à s'emparer provisoirement de la tête de course mais Nienke Brinkman ne se laisse pas impressionner et reprend la tête pour s'imposer. Elle s'assure ainsi mathématiquement du titre. Sophia Laukli termine deuxième devant Élise Poncet qui effectue une solide course.
Fêtant son anniversaire, Allie McLaughlin s'élance dans la cinquième étape déguisée en Harley Quinn. Euphorique, elle mène la course sur un rythme soutenu et remporte la dernière étape. Derrière elle, Nienke Brinkman, déjà assurée du titre, use de ses dernières forces pour terminer deuxième. Julie Roux complète le podium du jour. Sophia Laukli termine à la deuxième place du classement général, ayant dû économiser une partie de ses forces dans la finale pour se ménager pour sa saison de ski de fond. Sara Alonso prend la troisième place du classement général, étant l'une des rares athlètes à avoir participé à toutes les manches du calendrier.
- Étape contre-la-montre (50 points au vainqueur)
- Étape de la finale (100 points au vainqueur)
- Course régulière (200 points au vainqueur)

| Course                               | Vainqueur        | Deuxième         | Troisième        |
| ------------------------------------ | ---------------- | ---------------- | ---------------- |
| Zegama-Aizkorri                      | Nienke Brinkman  | Maude Mathys     | Sara Alonso      |
| Marathon du Mont-Blanc               | Sara Alonso      | Caitlin Fielder  | Dani Moreno      |
| Stranda Fjord Trail Race             | Sophia Laukli    | Élise Poncet     | Emelie Forsberg  |
| Sierre-Zinal                         | Esther Chesang   | Maude Mathys     | Philaries Kisang |
| Ascension de Pikes Peak              | Nienke Brinkman  | Maude Mathys     | Sophia Laukli    |
| Flagstaff Sky Peaks                  | Nienke Brinkman  | Sophia Laukli    | Allie McLaughlin |
| Madeira Ocean Trails - Étape 1       | Allie McLaughlin | Nienke Brinkman  | Élise Poncet     |
| Madeira Ocean Trails - Étape 2       | Nienke Brinkman  | Bailey Kowalczyk | Julie Roux       |
| Madeira Ocean Trails - Étape 3 (CLM) | Nienke Brinkman  | Allie McLaughlin | Sophia Laukli    |
| Madeira Ocean Trails - Étape 4       | Nienke Brinkman  | Sophia Laukli    | Élise Poncet     |
| Madeira Ocean Trails - Étape 5       | Allie McLaughlin | Nienke Brinkman  | Julie Roux       |

## Classements
| Rang          | Nom                      | Course 1 | Course 2 | Course 3 | Course 4 | Course 5 | Course 6 | Finale | Points |
| ------------- | ------------------------ | -------- | -------- | -------- | -------- | -------- | -------- | ------ | ------ |
| Médaille d'or | Rémi Bonnet              | 124      | 0        |          | 118      | 200      | 200      | 444    | 968    |
| 2             | Elhousine Elazzaoui      | 144      | 144      | 118      | 0        |          |          | 314    | 720    |
| 3             | Thibaut Baronian         | 130      | 136      | 130      |          |          |          | 318    | 714    |
| 4             | Ruy Ueda                 | 12       | 156      |          | 0        | 112      | 130      | 288    | 686    |
| 5             | Eli Hemming              |          |          |          | 46       | 156      | 176      | 256    | 634    |
| 6             | Robert Pkemboi Matayango | 136      | 130      |          | 130      |          |          | 233    | 629    |

| Rang          | Nom              | Course 1 | Course 2 | Course 3 | Course 4 | Course 5 | Course 6 | Finale | Points |
| ------------- | ---------------- | -------- | -------- | -------- | -------- | -------- | -------- | ------ | ------ |
| Médaille d'or | Nienke Brinkman  | 200      |          |          |          | 200      | 200      | 426    | 1026   |
| 2             | Sophia Laukli    |          |          | 200      |          | 156      | 176      | 267    | 799    |
| 3             | Sara Alonso      | 156      | 200      | 136      | 112      | 106      | 0        | 290    | 782    |
| 4             | Élise Poncet     |          |          | 176      |          | 118      | 124      | 284    | 702    |
| 5             | Bailey Kowalczyk |          |          | 118      | 130      | 124      | 112      | 308    | 680    |
| 6             | Caitlin Fielder  | 100      | 176      | 130      |          |          | 88       | 256    | 662    |